# Siphonophora globiceps
Siphonophora globiceps är en mångfotingart som beskrevs av Pocock 1903. Siphonophora globiceps ingår i släktet Siphonophora och familjen Siphonophoridae. Inga underarter finns listade i Catalogue of Life.